# Ford Crown Victoria

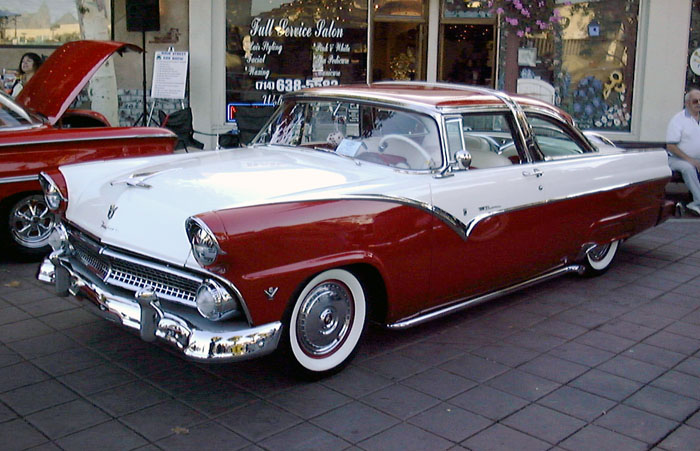
1955 Ford Crown Victoria i ett milt customiserat utförande.

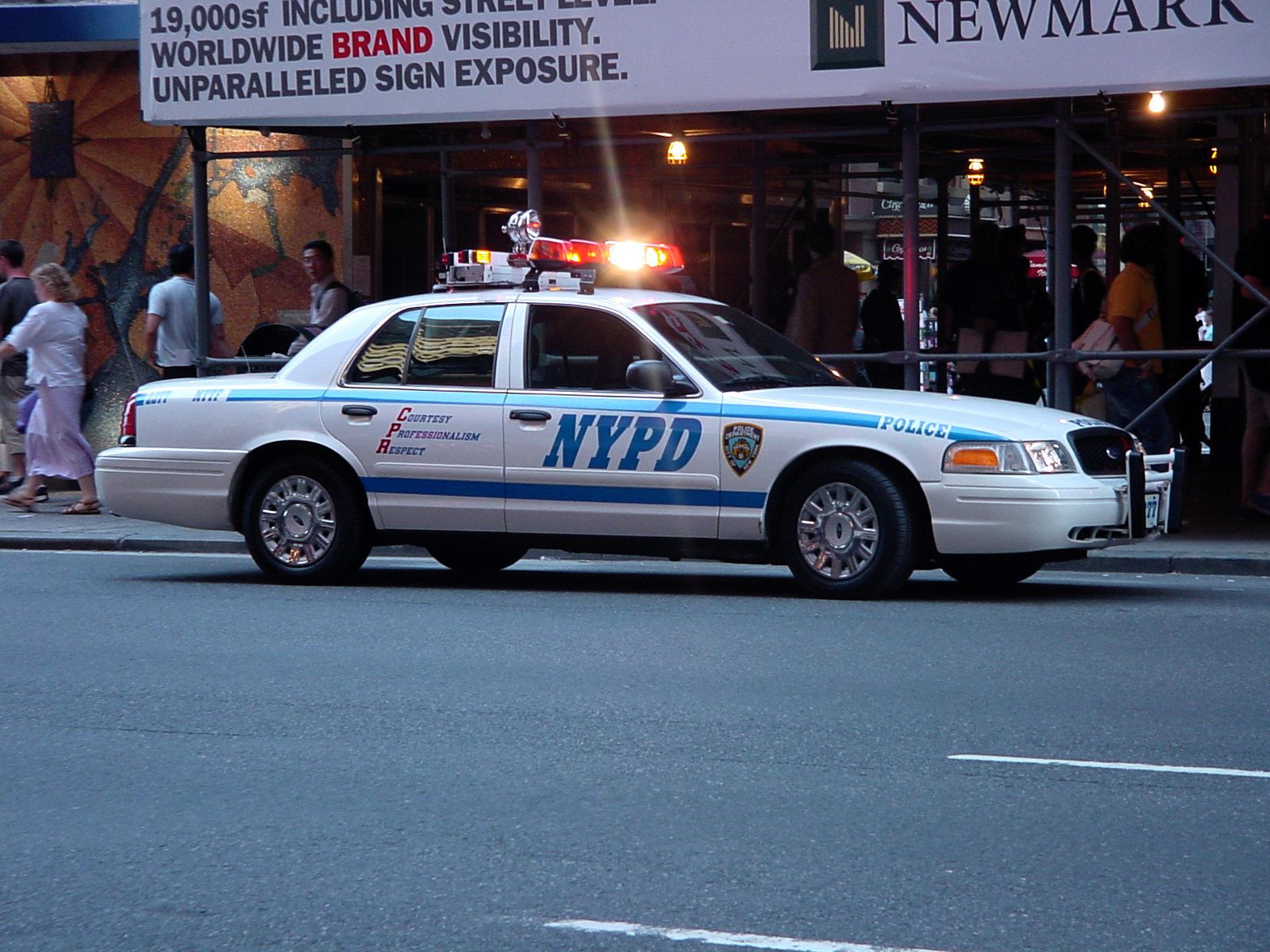
Ford Crown Victoria är en populär polisbil i USA, här tillhörande NYPD.

Ford Crown Victoria var en personbil som byggdes mellan år 1955 och 2011. Det var en lyxvariant av Ford Fairlane som kändes igen på att det gick en bred krombåge över taket. Den fanns i två varianter, Ford Crown Victoria, och Ford Crown Victoria Skyliner. Den senare kändes igen på att den främre delen av taket, framför krombågen,var av plexiglas. Detta väckte stor uppmärksamhet, men gjorde bilen svårsåld i de varmare staterna i USA. Därför byggdes Skylinern i mycket få exemplar. Ändå är bilen förhållandevis vanlig i Sverige. En teori är att Ford skickade de exemplar som inte gick att sälja i USA till Sverige, som hade ett mer lämpligt klimat för det fasta plexitaket. En sak som bekräftar det är att de flesta Crown Victoria Skyliner som finns i landet är svensksålda 56:or, och de är nästan alla registrerade samma datum 1957.
I början av 1980-talet återanvände Ford namnet Crown Victoria på en lyxigare variant av Ford LTD, senare kom Crown Victoria att ersätta LTD helt, och därför kan man idag ännu köpa en bil med namnet Crown Victoria. Den nuvarande modellen har byggts sedan år 1992. Av många räknas den som den sista riktiga jänkaren, då den är fullstor, byggd på en ram och utrustad med en V8-motor. Dess närmaste konkurrent, Chevrolet Caprice gick ur produktion redan 1996. Dock importeras den inte till Sverige av Ford Sverige, men däremot importeras nya Ford Crown Victoria bilar av fristående bilimportörer. Ford Crown Victoria och dess systermodell Mercury Grand Marquis slutade tillverkas i september 2011. Nedläggningen gäller även Lincoln Town Car, som delar plattform med Crown Victoria. 

### Fotnoter
1. ↑  Den sista bilen rullade av löpande bandet den 5 september 2011. De bilar som producerades efter 31 augusti 2011 räknas som årsmodell 2012.